# الجوهرية
الجوهرية إحدى قرى مركز طنطا التابع لمحافظة الغربية بجمهورية مصر العربية. تلتصق القرية بمساكن قرية محلة مرحوم.

## التاريخ
قرية الجوهرية من القرى القديمة، حيث وردت باسم «الجوهرية» في أعمال الغربية ضمن قرى الروك الصلاحي التي أحصاها ابن مماتي في كتاب قوانين الدواوين، كما وردت باسم «الجوهرية» في أعمال الغربية ضمن قرى الروك الناصري التي أحصاها ابن الجيعان في كتاب «التحفة السنية بأسماء البلاد المصرية». وردت باسم «الجوهرية» في التربيع العثماني الذي أجراه الوالي العثماني سليمان باشا الخادم في عصر السلطان العثماني سليمان القانوني ضمن قرى ولاية الغربية، وفي تاريخ 1228هـ/1813م الذي عدّ قرى مصر بعد المسح الذي قام به محمد علي باشا باسم «الجوهرية» ضمن قرى مديرية الغربية. قيل أن القرية تنسب لمقام الجوهري الكائن بها، يحتوي هذا المسجد على عمود يعتقد فيه العام أن المرضى إذا لحسته وسال الدم من ألسنتهم أصابتهم الراحة والشفاء.

## التعليم
تصل نسبة الأمية في القرية إلى 21.48% بين من تجاوزوا العاشرة من عمرهم، بينما تصل نسبة من حصلوا على تعليم جامعي إلى 6.4% من جملة السكان.

## السكان
بلغ عدد سكان الجوهرية 16,125 نسمة حسب التقدير الرسمي لعام 2018. ذكر في تعداد 1986 أن القرية بها أقلية مسيحية.
| السنة  | 1882 | 1897 | 1907 | 1927 | 1947 | 1960 | 1976 | 1986 | 1996   | 2006   | 2018   |
| ------ | ---- | ---- | ---- | ---- | ---- | ---- | ---- | ---- | ------ | ------ | ------ |
| القرية | 1636 | 1913 | 2327 | 2722 | 2859 | 3766 | 5273 | 8407 | 10,586 | 12,321 | 16,125 |